# Riachuelo (Rio Grande do Norte)
Riachuelo is een gemeente in de Braziliaanse deelstaat Rio Grande do Norte. De gemeente telt 7.171 inwoners (schatting 2009).